# Storbritannien i olympiska vinterspelen 1992
Storbritannien deltog med 49 deltagare vid de olympiska vinterspelen 1992 i Albertville. Ingen av landets deltagare erövrade någon medalj.